# NGC 7230
NGC 7230 é uma galáxia espiral barrada (SBbc) localizada na direcção da constelação de Aquarius. Possui uma declinação de -17° 04' 28" e uma ascensão recta de 22 horas, 14 minutos e 13,1 segundos.
A galáxia NGC 7230 foi descoberta em 6 de Setembro de 1793 por William Herschel.